# Amoi

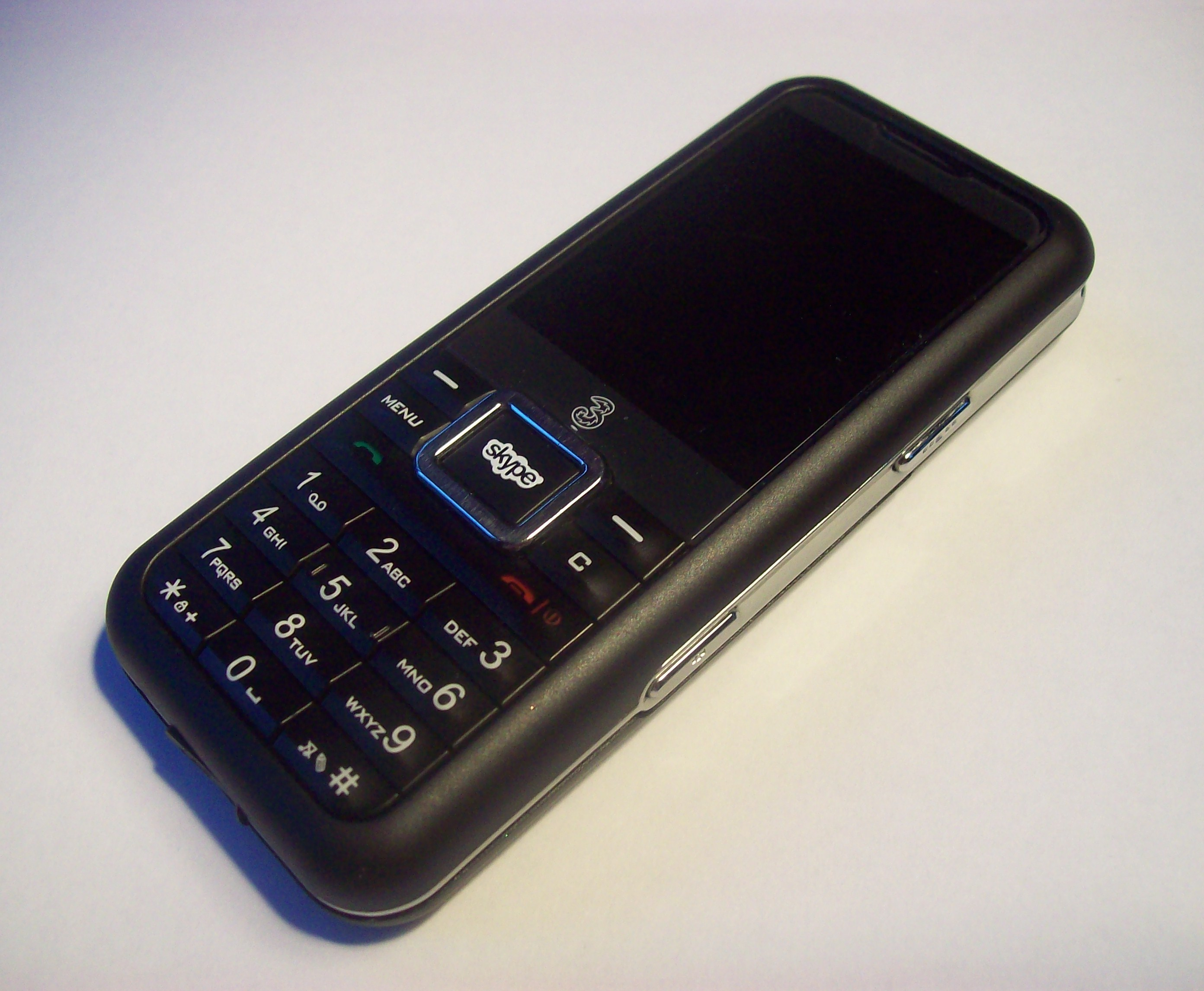
Telefon 3 Skypephone

Amoi Technology Co., Ltd. (chiń. 夏新科技有限责任公司) – chińskie przedsiębiorstwo elektroniczne, zajmujące się produkcją urządzeń mobilnych oraz sprzętu RTV i AGD. Zostało założone w 1981 roku, a jego siedziba mieści się w Xiamen (prowincja Fujian).
Przedsiębiorstwo wprowadziło na rynek m.in. telefony komórkowe, telewizory LCD, odtwarzacze DVD, odtwarzacze MP3 i laptopy. Produkty marki Amoi sprzedawane są tak w Chinach, jak i na całym świecie.
Szczyt popularności telefonów marki Amoi przypadł na pocz. XXI w.